# Lazuriet
Het mineraal lazuriet, in geslepen vorm ook lapis lazuli of lazuursteen genoemd, is een zwavelhoudend natrium-calcium-aluminium-silicaat met de chemische formule Na3CaAl3Si3O12S. Het tectosilicaat behoort tot de veldspaatvervangers.

## Eigenschappen
Het blauwe, azuurblauwe, paarsblauwe of groenblauwe lazuriet heeft een glas- tot doffe glans, een lichtblauwe streepkleur en de splijting is imperfect volgens het kristalvlak [110]. De gemiddelde dichtheid is 2,4 en de hardheid is 5,5. Het kristalstelsel is isometrisch en het mineraal is niet radioactief.

## Naam
De naam van het mineraal lazuriet is afgeleid van het Perzische woord lazward, dat "blauw" betekent. Lazuriet moet niet verward worden met het carbonaat azuriet of het fosfaat lazuliet.

## Voorkomen
Lazuriet komt voornamelijk voor in silica-arme en alkalirijke stollingsgesteenten. De typelocatie is het district Badakhshan in Afghanistan.

## Industriële toepassing
In geslepen vorm wordt lazuriet gebruikt als halfedelsteen. In die vorm is het algemeen bekend als lapis lazuli.